# ڋ
Dāl point souscrit petit tāʾ suscrit (ڋ), aussi appelé ḏdal, est une lettre additionnelle de l’alphabet arabe utilisée dans l’écriture du pandjabi et qui a été utilisée dans l’écriture du saraiki.

## Utilisation
Dans l’écriture du pandjabi avec le shahmukhi, ‹ ڋ › représente une consonne occlusive rétroflexe voisée longue [ɖː].
En saraiki, ḏdal ‹ ڋ › a été utilisé dans l’alphabet développé par Andrew Jukes (en) pour le dictionnaire publié en 1900 avec l’aide de scribes saraiki. Depuis, il a été remplacé par le dāl deux points verticaux souscrit petit tāʾ suscrit ‹ ݙ › dans l’orthographe standardisé par le comité mis en place par l’État de Bahawalpur.